# Глюкокортикоїди

Хімічна структура глюкокортикоїду кортизолу

Глюкокортико́їди або глюкокортикостероїди (ГК, GC, ГКС) — клас стероїдних гормонів, що зв'язуються з глюкокортикоїдним рецептором (ГР, GR), присутнім у більшості клітин хребетних. Вони є частиною механізму зворотного зв'язку імунної системи, що зменшує імунну відповідь (запалення).

11-Дезоксикортикостерон

## Види
За походженням:
- Природні
- Синтетичні (препарати)

Природні глюкокортикоїди синтезуються у корі надниркової залози, а саме у пучковій зоні кори надниркових залоз.
Приклади природних глюкокортикоїдів: кортизол(гідрокортизон), кортизон, кортикостерон, 11-дегідрокортикостерон. Глюкокортикоїди регулюють обмін вуглеводів, білків, ліпідів, стимулюють енергетичний обмін, а також пригнічують запальні процеси в організмі.
Препарати глюкокортикоїдів:
- монопрепарати: гідрокортизон, триамцинолон, преднізолон, дексаметазон[1], беклометазон, будесонід, кортизол, метилпреднізолон, преднізон, преднікарбат
- комбіновані препарати: Індакатерол/мометазон